# 列西
列西（義大利語：Riesi），是意大利卡尔塔尼塞塔省的一个市镇。总面积66平方公里，人口11294人，人口密度171.1人/平方公里（2009年）。ISTAT代码为085015。